# Goffredo I di Verdun
Goffredo I, detto il Prigioniero (le Captif), a volte il Vecchio (le Vieux) (X secolo – 3 settembre 998/1002), fu conte di Bidgau e Methingau dal 959, conte di Verdun dal 960 circa, oltreché conte di Hainaut (ridotto alla contea di Mons) dal 974 fino alla sua morte.

## Origine
Come ci viene confermato dal documento nº 212 del Mittelrheinisches Urkundenbuch, I, Goffredo era figlio del conte di Bidgau e Methingau, Gozlin, e di Uda, figlia del conte Gerardo, nipote di Adalardo il Siniscalco, e della moglie (di cui era il secondo marito), Oda di Sassonia.
Gozlin o Goslino di Bidgau era figlio del conte di Bidgau (pagus Bedensis), Vigerico e di Cunegonda, nipote del re dei Franchi Occidentali, Luigi II, detto il Balbo, come ci conferma il documento nº 179 del Mittelrheinisches Urkundenbuch, I.
Goffredo inoltre aveva anche queste parentele:
- Nipote di Adalberone I di Metz, vescovo di Metz
- Fratello di Adalberone di Reims, arcivescovo di Reims
- Fratellastro di Adalberone II di Verdun, vescovo di Verdun
- Cugino di Adalberone II di Metz, vescovo di Verdun e Metz
- Cugino di Teodorico I di Lotaringia
- Cugino di Goffredo I della Bassa Lorena

## Biografia
Dopo la morte del padre, Goffredo divenne conte di Bidgau come ci conferma il documento nº 205 del Mittelrheinisches Urkundenbuch, I, datato 1à novembre 959. Secondo un documento del Cartulaire de l'abbaye Saint-Vanne de Verdun, nel 960 Goffredo viene citato come conte di Verdun. Il documento nº 41 delle Chartes et documents de l'abbaye de Saint Pierre au Mont Blandin à Gand, datato 11 aprile 969, inerente ad una donazione venne controfirmato da Goffredo (Godefridi comitis).
Secondo le Gesta Episcoporum Cameracensium, nel 973, Goffredo, assieme ad Arnolfo succedettero come conti di Hainaut rispettivamente a Rinaldo, che governava la contea di Mons e ad Guarnieri, che governava la contea di Valenciennes, perché, in quello stesso anno, secondo la Sigeberti Chronica Rinaldo assieme al fratello, Guarnieri, furono uccisi da Reginardo e Lamberto, i figli di un precedente conte di Hainaut, Reginardo III; Reginardo si impadronì delle contee e solo nel 974, Goffredo si impose nella contea di Mons; infatti in quell'anno Goffredo e la moglie, nel documento nº 86 del Cartulaire de la ville de Gand, Chartes et documents T. I, Liber traditionum sancti Petri Blandiniensis, datato 21 gennaio 974, ringraziano per essere entrati in possesso della contea.
Il documento nº 51 delle Chartes et documents de l'abbaye de Saint Pierre au Mont Blandin à Gand, datato 21 gennaio 979, ci documenta una donazione fatta da Goffredo, assieme alla moglie, Matilde.
Quando, nel 979, ancora secondo le Gesta Episcoporum Cameracensium, approfittando che il re di Germania e imperatore, Ottone II di Sassonia era impegnato a combattere gli Slavi e si trovava a Polida (Polidam), in Polonia, il re dei Franchi occidentali, Lotario IV, attaccò la Lotaringia, Goffredo con l'altro conte di Hainaut, Arnolfo, che governava la contea di Valenciennes, si opposero a Lotario IV.
Secondo la lettera nº 1 delle Epistolæ Bambergenses, Bibliotheca rerum germanicarum V, nel 980, Goffredo, sempre con Arnolfo, seguì l'imperatore, Ottone II, nella spedizione in Italia.
Nel 983, dopo la morte di Ottone II, prese posizione contro il cugino di Ottone II, Enrico il Litigioso, che avrebbe voluto usurpare il trono destinato ad Ottone III. Secondo il Richeri Historiarum III, nel 985, Lotario IV attaccò la Lotaringia e si impadronì della città di Verdun, e Goffredo, che l'aveva difesa valorosamente, venne fatto prigioniero.
Goffredo, assieme al conte Arnolfo, viene citato dal re di Germania e imperatore, Ottone III di Sassonia nel documento nº 44 datato 20 maggio 988 degli Ottonis III diplomata (Godefridi et Arnulfi comitem). Secondo il Richeri Historiarum IV, nel 995, Goffredo, con due dei suoi figli (Godefridus comes cum duobus filiis suis) prese parte all'incontro dei vescovi Lorenesi con il legato papale, avvenuto a Mouzon.
Goffredo viene citato ancora dall'imperatore, Ottone III nel documento nº 238 datato 6 aprile 997 degli Ottonis III diplomata. Infine secondo la Chronica Albrici Monachi Trium Fontium, Reginardo gli strappò la contea di Mons, divenendo così Reginardo IV di Mons.
Dopo questo avvenimento, di Goffredo non si hanno più notizie; Le nécrologe de la cathédrale de Verdun (non consultato) riporta la morte di Goffredo il 3 settembre, senza riportare l'anno; si presume che sia morto tra il 998 ed il 1002; fu tumulato nel monastero di San Pietro di Gand.
Col documento nº 492 dei Heinrici II Diplomata, l'imperatore, Enrico II, conferma una donazione fatta dal figlio, Federico, anche per le anime dei propri genitori, Goffredo e Matilde.

## Matrimonio e discendenza
Nel 963, aveva sposato Matilde di Sassonia, che, secondo l'Annalista Saxo, era figlia di Ermanno, duca di Sassonia, della famiglia Billunghi, e di Ildegarda di Westerburg; Matilde era vedova di Baldovino III, conte di Fiandra e d'Artois; il matrimonio, ricordando che Matilde era vedova di Baldovino, viene riportato da diverse fonti, tra cui il Sigeberti Auctarium Affligemense e due volte dall'Annalista Saxo ed anche dalla Chronica Albrici Monachi Trium Fontium, dove Goffredo è citato come Goffredo delle Ardenne.
Goffredo I da Matilde ebbe otto (oppure undici) figli:
- Adalberone II di Verdun[30] (964 circa-18 aprile 988), vescovo di Verdun;
- Federico[30] († 6 gennaio 1022), che dopo essere divenuto conte di Verdun si fece monaco e si recò in pellegrinaggio a Gerusalemme[30]. Fu anche conte di Castres[6];
- Ermanno[30] († 28 maggio 1029), fu conte di Eename[6];
- Goffredo[30] († 26 settembre 1023, duca della Bassa Lotaringia;
- Gozzelone[30] (968/73-19 aprile 1044), duca della Bassa e della Alta Lotaringia;
- Adele, che sposò il conte di Aspelt und Heimbach, Godizio[31];
- Ermengarda († 1042), che sposò il conte di Wetterau e Engersgau, Ottone di Hammerstein;
- Ermetrude († 7 marzo 1010 circa), che sposò il Signore di Florennes, Arnolfo, con la quale ebbe come figlio Goffredo di Floreffe e Gerardo, vescovo di Cambrai[32];
- Reginilda († 1º febbraio 1050), che sposò Arnoldo, II conte di Wels e Lambach;
- Gerberga, che sposò Folmar IV, conte di Metz e di Bliesgau;
- Un figlio maschio, di cui non si conosce il nome.

## Ascendenza
|                      |                     |                        | Genitori             |  |  | Nonni |  |  | Bisnonni |  |  | Trisnonni |  |
|                      |                     |                        |                      |  |  |       |  |  | …        |  |  | …         |  |
|                      |                     |                        |                      |  |  |       |  |  | …        |  |  | …         |  |
|                      |                     | …                      |                      |  |  |       |  |  | …        |  |  |           |  |
| Vigerico di Bidgau   |                     |                        |                      |  |  |       |  |  | …        |  |  |           |  |
|                      |                     | …                      | …                    |  |  |       |  |  |          |  |  |           |  |
|                      |                     | …                      | …                    |  |  |       |  |  |          |  |  |           |  |
|                      |                     | …                      | …                    |  |  |       |  |  |          |  |  |           |  |
| Gozlin               |                     | …                      |                      |  |  |       |  |  |          |  |  |           |  |
|                      |                     | …                      | …                    |  |  |       |  |  |          |  |  |           |  |
|                      |                     | …                      | …                    |  |  |       |  |  |          |  |  |           |  |
|                      |                     | …                      | …                    |  |  |       |  |  |          |  |  |           |  |
| Cunigonda            |                     | …                      |                      |  |  |       |  |  |          |  |  |           |  |
|                      |                     | Ermentrude             | Luigi II il Balbo    |  |  |       |  |  |          |  |  |           |  |
|                      |                     | Ermentrude             | Luigi II il Balbo    |  |  |       |  |  |          |  |  |           |  |
|                      |                     | Ermentrude             | Ansgarda di Borgogna |  |  |       |  |  |          |  |  |           |  |
| Goffredo I di Verdun |                     | Ermentrude             |                      |  |  |       |  |  |          |  |  |           |  |
|                      | Adalardo II di Metz | Adalardo il Siniscalco |                      |  |  |       |  |  |          |  |  |           |  |
|                      | Adalardo II di Metz | Adalardo il Siniscalco |                      |  |  |       |  |  |          |  |  |           |  |
|                      | Adalardo II di Metz | …                      |                      |  |  |       |  |  |          |  |  |           |  |
| Gerardo I di Metz    | Adalardo II di Metz |                        |                      |  |  |       |  |  |          |  |  |           |  |
|                      |                     | …                      | …                    |  |  |       |  |  |          |  |  |           |  |
|                      |                     | …                      | …                    |  |  |       |  |  |          |  |  |           |  |
|                      |                     | …                      | …                    |  |  |       |  |  |          |  |  |           |  |
| Oda di Metz          |                     | …                      |                      |  |  |       |  |  |          |  |  |           |  |
|                      |                     | Ottone I di Sassonia   | Liudolfo di Sassonia |  |  |       |  |  |          |  |  |           |  |
|                      |                     | Ottone I di Sassonia   | Liudolfo di Sassonia |  |  |       |  |  |          |  |  |           |  |
|                      |                     | Ottone I di Sassonia   | Oda di Billung       |  |  |       |  |  |          |  |  |           |  |
| Oda di Sassonia      |                     | Ottone I di Sassonia   |                      |  |  |       |  |  |          |  |  |           |  |
|                      |                     | Edvige di Babenberg    | Enrico di Sassonia   |  |  |       |  |  |          |  |  |           |  |
|                      |                     | Edvige di Babenberg    | Enrico di Sassonia   |  |  |       |  |  |          |  |  |           |  |
|                      |                     | Edvige di Babenberg    | Ingeltrude           |  |  |       |  |  |          |  |  |           |  |
|                      |                     | Edvige di Babenberg    |                      |  |  |       |  |  |          |  |  |           |  |

### Letteratura storiografica
- Austin Lane Poole, Ottone II e Ottone III, in «Storia del mondo medievale», vol. IV, 1999, pp. 112–125